# Eva Hahn
Eva Hahn (* 1946 in Prag als Eva Schmidtová) ist eine deutsch-tschechische Historikerin mit dem Schwerpunkt Bohemistik und deutsch-tschechische Beziehungen.

## Leben
1968 ist sie aus der Tschechoslowakei geflüchtet, seither lebt sie in der Bundesrepublik Deutschland. Bis 1993 hat sie auch unter dem Namen Eva Schmidt-Hartmann (Eva Hartmann) publiziert. In Tschechien wird sie auch – entsprechend der tschechischen Deklination des Namens Hahn – Eva Hahnová genannt.
Eva Hahn studierte an den Universitäten in Prag (vor 1968), Stuttgart (nach 1968) und an der London School of Economics and Political Science (LSE). An letzterer promovierte sie 1981 bei Ernest Gellner.
1981 bis 1999 war sie wissenschaftliche Mitarbeiterin am Collegium Carolinum im Sudetendeutschen Haus in München, Forschungsstelle für böhmische Länder. Sie redigierte u. a. die Zeitschrift Bohemia und das Biographisches Lexikon zur Geschichte der böhmischen Länder. Im April 1999 erschien ihr Artikel Deutsche Bohemistik – von außen gesehen; unmittelbar darauf wurde sie vom Collegium Carolinum fristlos entlassen.
Sie lebt und arbeitet mit ihrem Mann Hans Henning Hahn, emeritierter Professor für osteuropäische Geschichte der Universität Oldenburg, in Apen bei Oldenburg bzw. inzwischen in Gerolstein.

## Wissenschaftliche und publizistische Arbeit
Ihre ersten Veröffentlichungen setzten sich kritisch mit den innenpolitischen Praktiken und Entscheidungen der tschechoslowakischen Regierungen während des Zweiten Weltkriegs (im Exil) und in der unmittelbaren Nachkriegszeit, sowie mit dem politischen Denken des ersten tschechoslowakischen Präsidenten Tomáš Garrigue Masaryk auseinander. Anschließend unterzog sie in zahlreichen Veröffentlichungen auf Deutsch, Tschechisch und Englisch das tschechische Erinnern an die Vertreibung einer detaillierten kritischen Analyse. In den 1990er Jahren gab sie mehrere wissenschaftliche Sammelbände heraus, unter anderem zu Theorie und Geschichte des Nationalismus, zu Interpretationen des Kommunismus und zur Geschichte der tschechischen Europabilder. Zu ihrer publizistischen Tätigkeit gehören seit 1990 Beiträge, die sie für die Prager Zeitung Lidové noviny schreibt. Seit 2001 beschäftigt sie sich intensiv mit dem deutschen Erinnern an die Vertreibung.

## Bibliografie
- Sudetoněmecký problém: obtížné loučení s minulostí (Sudetendeutsches Problem: Schwieriger Abschied von der Vergangenheit), Prag 1995/96, Aussig 1999.
- mit Hans-Henning Hahn: Flucht und Vertreibung, in: Etienne François, Hagen Schulze (Hrsg.): Deutsche Erinnerungsorte 1, C.H. Beck, München 2001, S. 335–351.
- mit Hans-Henning Hahn: Sudetoněmecká vzpomínání a zapomínání (Sudetendeutsches Erinnern und Vergessen), Votobia, Prag 2002, ISBN 80-7220-117-4.[9]
- mit Hans Henning Hahn: Die Vertreibung im deutschen Erinnern. Legenden, Mythos, Geschichte. Schöningh, Paderborn 2010, ISBN 978-3-506-77044-8.